# Martin Keller (Leichtathlet)
Martin Keller (* 26. September 1986 in Rochlitz) ist ein ehemaliger deutscher Sprinter, der sich auf die 100 Meter konzentrierte und als erster Deutscher jemals diese Strecke unter 10 Sekunden lief, jedoch blieb diese Zeit wegen zu viel Rückenwind ohne Anerkennung. Ab 2008 war er eine feste Größe der DLV-Nationalstaffel.
Er wurde bis Sommer 2009 vom ehemaligen DLV-Cheftrainer und letzten Cheftrainer des DVfL der DDR, Bernd Schubert trainiert und startete seit 2012 für LAZ Leipzig. Von Oktober 2009 bis Ende 2014 war Ronald Stein sein Trainer, ehe Martin Keller nach Chemnitz zurückkehrte und unter Jörg Möckel bis 2016 aktiv war. Nachdem er die Olympischen Spiele 2016 verpasst hatte, beendete Martin Keller mit 30 Jahren seine aktive Laufbahn.
Martin Keller hatte bei einer Größe von 1,80 m ein Wettkampfgewicht von 82 kg.
Er war von 2007 bis 2016 Angehöriger der Bundespolizeisportschule Kienbaum, der Spitzensportfördereinrichtung der Bundespolizei für Sommer- und Ganzjahressportarten. Seit März 2020 ist er Sachgebietsleiter für Sicherheit und Ordnung in der Stadt Mittweida.

## Sportlicher Werdegang
Er begann 1994 zunächst als Fußballer, bevor er sich der Leichtathletik zuwandte, die er beim TSV Medizin Wechselburg begann. 2002 wechselte er zum VfA Rochlitzer Berg und spezialisierte sich auf Kurzsprint; zwei Jahre später wechselte er zum LAC Erdgas Chemnitz in die Trainingsgruppe von Peter Dost.

### 2004
Keller trat erstmals national in Erscheinung, als er im 100-Meter-Lauf der Deutschen Jugendmeisterschaften in Jena mit 10,89 s überraschend den vierten Platz belegte, weswegen er für die 4-mal-100-Meter-Staffel bei den U20-Weltmeisterschaften in Grosseto nominiert wurde.

### 2005
Im letzten Jahr in der Klasse U20 hatte er in der Vorbereitung mit Verletzungsproblemen zu kämpfen. Er konnte seine Bestleistung zwar erneut auf 10,76 s steigern, aber eine weitere Verletzung bedeutete für ihn das Ende der Saison, nachdem es ihm trotz der Leistungssteigerung nicht gelungen war, sich für die Junioreneuropameisterschaften zu qualifizieren.

### 2006
Martin Keller fand den Anschluss an die nationale Spitze im Erwachsenenbereich. Zur Europa-Cup-Qualifikation in Regensburg verbesserte er sich im Vorlauf auf 10,43 s und im Finale nochmals auf 10,34 s. Damit war er für den U23-Länderkampf gegen Polen und für den Europa-Cup im spanischen Málaga nominiert. Bei den deutschen Meisterschaften in Ulm wurde er Vierter und erneut in die Nationalmannschaft für die Europameisterschaften berufen. Jedoch kam er in diesem Jahr zu keinem Staffeleinsatz bei den Männern. Nach Rückkehr von den Europameisterschaften konnte er im heimatnahen Bautzen den Titel des Deutschen Juniorenmeisters erringen. Im September unterzog er sich einer Operation.

### 2007
Trotz kurzer Vorbereitung entschied er sich mit seinem Trainer, eine Wettkampfsaison zu absolvieren. Keller konnte aber aufgrund der Verletzungen außer dem dritten Platz bei den deutschen Juniorenmeisterschaften keine vorderen Platzierungen erreichen und ging mit 10,56 s als Jahresbestzeit aus der Saison.

### 2008
In der Hallensaison gelang ihm, eine Steigerung seiner Bestleistung über 60 Meter auf 6,66 s, die er beim heimischen Internationalen Erdgas-Hallenmeeting aufstellte.
In diesem Jahr gehörte er zur nationalen Spitze. Er bot sich immer wieder für die 4-mal-100-Meter-Staffel an und wurde schließlich auch fest aufgestellt. Er verbesserte am 27. Juni seine Bestleistung auf 10,23 s. Ihm gelang sogar eine Zeit von 10,15 s, die aber aufgrund zu großer Windunterstützung (+ 2,6 m/s) nicht bestenlistenreif war. Bei den deutschen Meisterschaften wurde er Dritter.
Seinen bisher größten Erfolg feierte er gemeinsam mit Tobias Unger, Till Helmke und Alexander Kosenkow bei den Olympischen Spielen in Peking. Das Quartett erreichte mit 38,58 s den vierten Platz.

### 2009
Verletzungsbedingt ließ Keller die Hallensaison aus und konnte im Sommer dennoch an das vorangegangene Jahr anknüpfen.
Er erreichte als bester Deutscher das Viertelfinale der Weltmeisterschaften in Berlin und erreichte windunterstützt 10,15 s bei der DLV-Gala in Bochum/Wattenscheid. Regular standen 2009 10,35 s zu Buche. Die 4-mal-100-Meter-Staffel war lange Zeit führend in Europa. Am Ende konnte man der britischen Staffel bei den Weltmeisterschaften keine Gegenwehr leisten, da im Vorlauf ein Staffelwechsel patzte und Keller als Schlussläufer nicht zum Einsatz kam.

### 2010
In diesem Jahr war Martin Keller lange Zeit führend im nationalen Vergleich, ehe ihn eine Muskelverletzung bremste. Er wurde zu den deutschen Meisterschaften noch rechtzeitig wieder fit und konnte sich noch für die Nationalmannschaft bei den Europameisterschaften qualifizieren, bei denen er als Schlussläufer der 4-mal-100-Meter-Staffel der deutschen Mannschaft als Dritter ins Ziel lief. Das Quartett erzielte im Europameisterschaftsfinale mit 38,44 s die schnellste Zeit einer deutschen Staffel in einem internationalen Finale.

### 2011
Keller startete mit seinem bis dahin größten nationalen Erfolg in das Weltmeisterschaftsjahr. Er gewann bei den deutschen Hallenmeisterschaften in Leipzig über 60 Meter die Silbermedaille und erfüllte mit seiner neuen Bestzeit von 6,65 s die Norm für die Halleneuropameisterschaften in Paris. Er musste allerdings krankheitsbedingt seinen Start zwei Tage vor dem Wettkampf absagen. Die Freiluftsaison musste Keller vorzeitig auf Grund eines Muskelfaserrisses beenden. Er nutzte die Zeit um die Verletzung ausheilen zu lassen und gesund und regeneriert in die Vorbereitung für die Olympischen Spiele in London zu starten. Gleichzeitig wechselte er seinen Wohn- und Trainingsort von Chemnitz nach Leipzig. Er schloss sich der leistungsstarken Trainingsgruppe des heutigen DLV-Cheftrainers Cheick-Idriss Gonschinska an, die ab September 2011 sein Trainer Ronald Stein übernahm.

### 2012
Die Hallensaison ließ Keller aufgrund der Verletzung im Vorjahr aus. Ihm gelang der Anschluss an die deutsche Spitze und er hatte mit seinem Einsatz im Vorlauf bei den
Europameisterschaften in Helsinki Anteil am Gewinn der Silbermedaille. Außerdem stand er im Team für die Olympischen Spiele in London. Seine Jahresbestzeit von 10,29 s lief er beim Olympiatest Ende Juli in Weinheim bei nur leichtem Rückenwind von 0,3 m/s.
Beim ISTAF in Berlin Anfang September kam er in der Mixed-Staffel zum Einsatz.

### 2013
Am 11. Mai lief er als erster deutscher Sprinter beim Meeting in Clermont die 100 Meter unter 10 Sekunden. Bei zu starkem Rückenwind von 3,8 m/s erreichte er dabei eine Zeit von 9,99 s. Bei den deutschen Meisterschaften in Ulm gewann er in neuer Bestzeit von 10,19 s die Silbermedaille. Diese verbesserte er beim WM-Vorbereitungswettkampf am 2. August in Weinheim auf 10,07 s und verfehlte den deutschen Rekord von Frank Emmelmann nur um eine Hundertstelsekunde. Bei den Weltmeisterschaften 2013 in Moskau schied er im Vorlauf aus. Im Staffelwettbewerb belegte er zusammen mit Lucas Jakubczyk, Sven Knipphals und Julian Reus in 38,04 s den vierten Rang.

### 2014
Zu Beginn der Saison war er Mitglied der Staffel, die bei der Premiere der World Relays in Nassau (Bahamas) das Finale erreichte. Nachdem er schon zur Team-EM in Braunschweig mit Schmerzen zu kämpfen hatte, brach er die Saison noch vor den nationalen Titelkämpfen ab. Zum Ende des Jahres verließ er Leipzig und schloss sich der Trainingsgruppe von Jörg Möckel in Chemnitz an.

## Persönliche Bestleistungen
| Distanz   | Ort             | Zeit    | Datum            | Anmerkung                         |
| --------- | --------------- | ------- | ---------------- | --------------------------------- |
| 60 m      | Leipzig         | 6,65 s  | 26. Februar 2011 |                                   |
| 100 m     | Weinheim        | 10,07 s | 2. August 2013   | + 1,0 m/s                         |
|           | Clermont (USA)  | 9,99 s  | 11. Mai 2013     | + 3,7 m/s                         |
| 200 m     | Montverde (USA) | 20,98 s | 7. Juni 2014     | + 0,1 m/s                         |
|           | Clermont (USA)  | 20,88 s | 11. Mai 2013     | + 4,6 m/s                         |
| 4 × 100 m | Moskau          | 38,04 s | 18. August 2013  | (Jakubczyk-Knipphals-Reus-Keller) |

## Erfolge
- 2006 Sächsischer Meister: 100 m, 4 × 100 m
- 2006 3. Platz deutsche Meisterschaften: 4 × 100 m
- 2006 Deutscher Juniorenmeister: 100 m
- 2008 Süddeutscher Hallenmeister: 60 m
- 2008 3. Platz deutsche Meisterschaften: 100 m
- 2008 5. Platz Olympische Spiele: 4 × 100 m
- 2009 Mannschaftseuropameister
- 2009 Viertelfinale Weltmeisterschaften: 100 m
- 2010 Süddeutscher Hallenmeister: 60 m
- 2010 3. Platz Europameisterschaften: 4 × 100 m
- 2011 Sächsischer Hallenmeister: 60 m
- 2011 2. Platz deutsche Hallenmeisterschaften: 60 m
- 2012 2. Platz Europameisterschaften: 4 × 100 m
- 2013 3. Platz deutsche Hallenmeisterschaften: 60 m
- 2013 2. Platz deutsche Meisterschaften: 100 m
- 2013 4. Platz Weltmeisterschaften: 4 × 100 m